# Supplicatio
Supplicatio ("suplicação") era uma cerimônia solene da religião da Roma Antiga que se celebrava para agradecer aos deuses por alguma graça ou suplicar-lhes misericórdia e ocorria em ocasiões especiais decretadas pelo Senado romano, responsável também por estabelecer as datas de início e fim da cerimônia.
Alguns estudiosos, como León Halkin, distinguem três tipos de supplicatio: expiatória, propiciatória e de agradecimento.

## Características gerais
Etimologicamente, o termo "supplicatio" designa um ritual no qual acontece um ato de prostração da maneira grega, ou seja, flexionando os joelhos (como faz um suplicante, em latim, "supplex") diante da majestade dos deuses. Na prática, o ritual também incluía procissões, orações, libações e oblações (sacrifícios).
A supplicatio aparece pela primeira vez nas fontes no século V a.C., mas, sem dúvida, ela já existia desde o semi-lendário período monárquico, o que reforça a tese de que sua origem é romana e não grega.

## Supplicatioexpiatória
Diante de uma situação de perigo público ou de uma calamidade, como uma fome ou uma epidemia, e frequentemente acompanhada de prodígios ou "sinais" ("omina"), os romanos entendiam que a pax deorum — a paz entre romanos e seus deuses — estava comprometida. Para aplacar a ira dos deuses e para implorar seu perdão, o Senado podia, geralmente depois de consultar os livros sibilinos), promulgar uma supplicatio.
Esta forma do ritual por vezes era chamado de obsecratio, mas esta palavra significava especificamente a oração através da qual se podia obter o perdão dos deuses. A cerimônia em si durava entre um e três dias, período no qual se abriam todos os templos, as estátuas ou emblemas sagrados dos deuses eram colocados em plataformas especiais (pulvinaria) e toda a população, com grinaldas e flores, realizava oferendas, orações e sacrifícios.
Há registros de cerca de cinquenta orações deste tipo a partir do século V a.C., especialmente durante a Segunda Guerra Púnica. Depois disto elas se tornaram mais raras e acabaram desaparecendo em meados do século I a.C..
Em algumas ocasiões, a supplicatio expiatória era celebrada em conjunto com um lectistérnio (lectisternium).

## Supplicatiopropiciatória
Sem a função reparadora da expiatória, a supplicatio propiciatória servia para evitar uma quebra na "paz dos deuses" (pax deorum) antecipadamente. No ritual se pedia aos deuses que protegessem Roma do perigo que se avizinhava, como uma invasão ou uma derrota numa batalha. Este foi o caso, por exemplo, depois da derrota de Canas (216 a.C.), quando o Senado decretou uma supplicatio depois de consultar o Oráculo de Delfos. O ritual era praticamente o mesmo da expiatória. O Senado não recorria a esta supplicatio com frequência e os exemplos conhecidos são da época da Segunda Guerra Púnica ou da década seguinte. Também se conhecem alguns casos de supplicatio propiciatórias espontâneas realizadas por iniciativa da matronas romanas. No período imperial foram realizadas algumas cerimônias decretadas em prol da saúde do imperador.

## Supplicatiode agradecimento
A supplicatio de agradecimento era uma cerimônia de ação de graças decretada para agradecer aos deuses por uma vitória conquistada pelo exército romano. A diferença em relação às duas outras formas, associadas ao medo e à angústia, é que esta se celebra num contexto de alegria. Por causa disso era frequente que o povo se manifestar espontaneamente em gratidão aos deuses sem esperar pelo decreto oficial; diante de tamanho entusiasmo, os magistrados abriam as portas dos templos. Lívio, que relatou muitas destas manifestações espontâneas, não as chama de supplicatio e sim de gratulatio. O primeiro exemplo conhecido ocorreu em 449 a.C., quando foi promulgado um dia de supplicatio pelo Senado para homenagear as vitórias dos cônsules Lúcio Valério Potito sobre os équos e Marco Horácio Barbato sobre os sabinos; o povo, espontaneamente, acrescentou um dia aos festejos. No final do período republicano, em 43 a.C., o Senado decretou duas vezes mais supplicatio por um período de cinquenta dias por iniciativa de Cícero.
Para um general vitorioso, a supplicatio era parte de uma série de homenagens que começava com a saudação do general como imperator ainda no campo de batalha e podia terminar com um triunfo. Como no caso do triunfo, a supplicatio de agradecimento tem cumprir uma série de requerimentos: um número de baixas inimigas, menor que o do triunfo, o recebimento prévio pelo general do título de imperator e a conquista da vitória sob os auspícios pessoais do general; era necessário ainda que a guerra fosse contra um inimigo estrangeiro e legítima ("bellum iustum" ou "guerra justa" em conformidade com as normas do direito romano); finalmente, a vitória alcançada tinha que ter sido decisiva, com muitas mortes inimigas. Contudo, ao contrário do triunfo, não era necessário que a vitória encerrasse a campanha militar ou a guerra.
No século I a.C., o significado deste ritual mudou: em teoria se agradecia aos deuses, mas, na prática, a cerimônia era uma homenagem rendida ao general vitorioso. Pouco a pouco, as considerações passaram a ser maiores que os cuidados religiosos. Seja como for, a religião tradicional romana já estava em declínio, minada pela crítica filosófica da elite mais culta e pela competição das religiões orientais pela piedade popular. A supplicatio também passou a ser realizada por outros motivos que não a vitória contra um inimigo estrangeiro, como ocorreu em 43 a.C., no final do Segundo Triunvirato, ou em 30 a.C., depois da morte de Marco Antônio. Outras honrarias eram outorgadas aos generais, como a colocação de uma estátua equestre dourada de Lépido no Fórum Romano em 43 a.C. por iniciativa de Cícero. Além disto, para perpetuar a memória de certos acontecimentos, o Senado passou a promulgar supplicatio anuais com data fixa: a primeira vez em 44 a.C., em homenagem a Júlio César para celebrar o aniversário de seu nascimento e nos dias de suas principais vitórias. Otaviano, depois, recebeu homenagem similar.
No período imperial, a supplicatio de agradecimento existiu até o fim do século III. Somente o imperador e titulares de auspícios maiores podia receber a homenagem. Augusto indica, em sua Os Feitos do Divino Augusto, que recebeu a homenagem cinquenta e cinco vezes por decisão do Senado. As supplicatio eram também votadas por razões que nada tinham a ver com vitórias militares, como foi o caso do fracasso de uma conspiração, um sucesso poético de Nero ou o assassinato de Agripina e Otávia, apresentado como benéfico para Roma. Além disto, autoridades locais frequentemente decidiam supplicatio em algumas cidades da Itália (como Cumas) e em províncias (como a Narbonense).